# مرز عراق و اردن

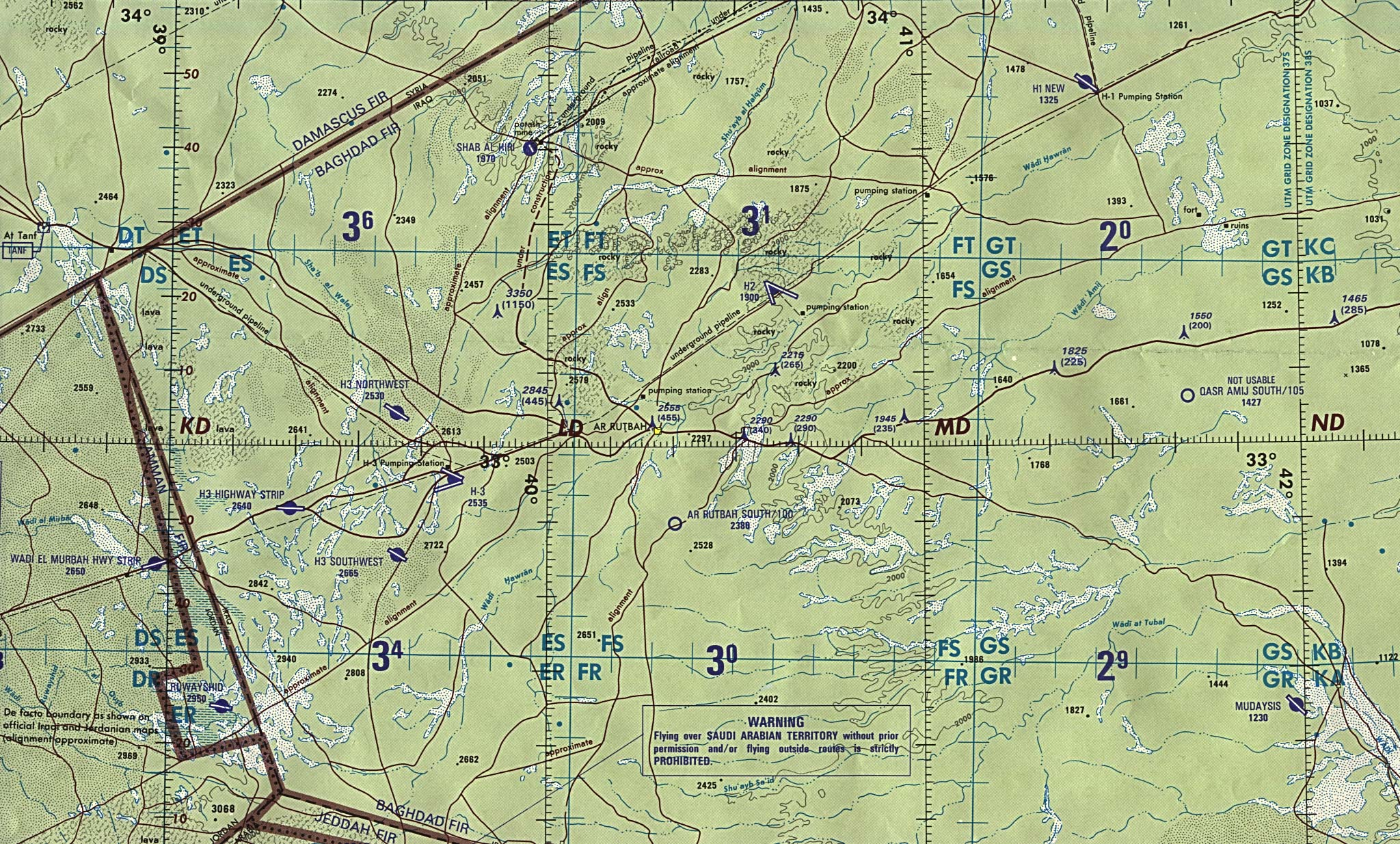
نقشه عراق و اردن ، که هم مرزهای ۱۹۳۲ (خط نازک) و ۱۹۸۴ (ضخیم) را نشان می دهد

مرز عراق و اردن ، 179 کیلومتر است (۱۱۱ متر) طول و از سه نقطه با سوریه در شمال به سه نقطه با عربستان سعودی در جنوب ادامه دارد. 

## گزارش
این مرز از شمال در سه نقطه سوریه آغاز می شود و از طریق یک سری شش خط مستقیم به سمت جنوب پیش می رود و به نقطه سه گانه با عربستان سعودی می رسد. پایگاه هوایی روویش عراق در مجاورت مرز قرار دارد.

## تاریخچه
در طول جنگ جهانی اول یک شورش با نام شورش عرب ، با حمایت انگلیس ،  موفق شد عثمانی ها را از مناطق بیشتر خاورمیانه بیرون کند. در نتیجه توافق نامه مخفی سایکس-پیکو انگلیس و فرانسه در سال ۱۹۱۶ ، انگلیس کنترل ولایات عثمانی موصل ، بغداد و بصره را به دست آورد که در سال ۱۹۲۰ به عنوان فرماندهی عراق سازماندهی کرد و همچنین نیمه جنوبی ولایت سوریه ( تقریباً ، اردن غربی امروزی). این منطقه اخیر بین انگلیس ، پادشاهی عربی تازه تأسیس سوریه ، صهیونیستهای حکم فلسطین و پادشاهی جدید ابن سعود عربستان سعودی مورد مناقشه قرار گرفت و در نتیجه دوره ای آشفته ایجاد شد که در آن منطقه اساساً یک فضای غیر حاکمیتی بود . سرانجام در سال ۱۹۲۱ بریتانیا با ایجاد فرااردن ، تحت حاکمیت نیمه خودمختار ملک عبدالله اول ، بر منطقه حکم داد  

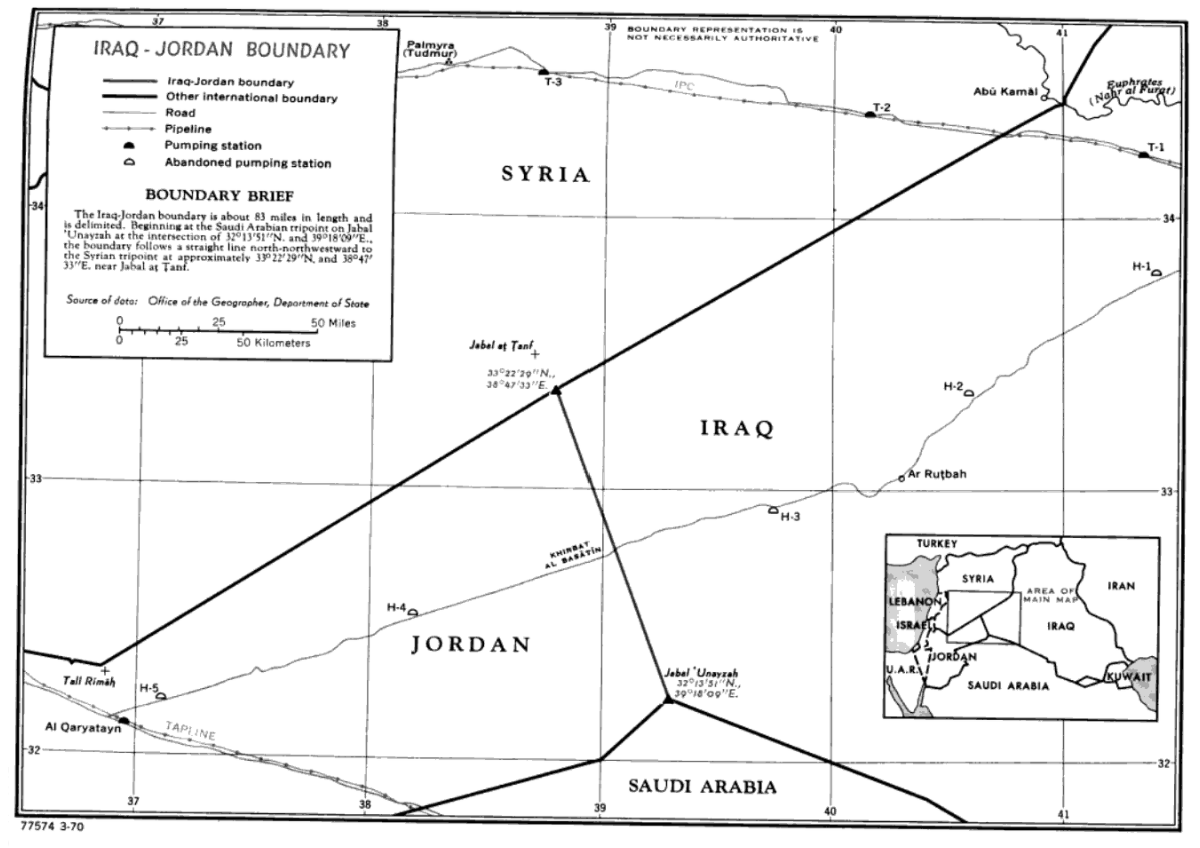
نقشه مرز عراق و اردن قبل از ۱۹۸۴

در آن زمان هیچ مرز دقیقی بین عراق و فرااردن ترسیم نشده است.  موقعیت مرز شرقی بین فرااردن و عراق با توجه به ساخت و ساز پیشنهادی خط لوله نفت کرکوک-حیفا استراتژیک در نظر گرفته شد.  نخستین بار در ۲ دسامبر ۱۹۲۲ در معاهده ای که فرااردن عضو آن نبود - پیمان العقیر بین عراق و فرااردن تنظیم شد.  این انتهای غربی مرز عراق و فرااردن را " جبل آنازان واقع در همسایگی تقاطع عرض جغرافیایی ۳۲ درجه طول جغرافیایی ۳۹ درجه شرقی که مرز عراق و فرااردن خاتمه یافته است" توصیف کرد ، تبدیل شد.  این امر به دنبال پیشنهادی از توماس ادوارد لورنس در ژانویه ۱۹۲۲ مبنی بر گسترش فرااردن به منظور جاسازی مسیر انگلیس به هند و مهار ابن سعود ، شامل وادی سیرهان تا جنوب دومه جندل نیز گسترش یافت. 
مرزهای شمالی عراق و اردن با حکم فرانسوی سوریه در طی دوره ۲۳ تا ۱۹۲۰ با توافق نامه پالت – نیوکامب تائید شد .  سرانجام مرزهای عراق و اردن متشکل از یک خط مستقیم با تبادل یادداشت بین انگلیس و ملک عبدالله در ژوئیه - اوت ۱۹۳۲ توافق شد. 
مرز ۱۹۳۲ در سال ۱۹۸۴ مرتب شد ، مرز جدیدی که از شش خط مستقیم تشکیل شده است ایجاد شد. 

## گذرگاه های مرزی

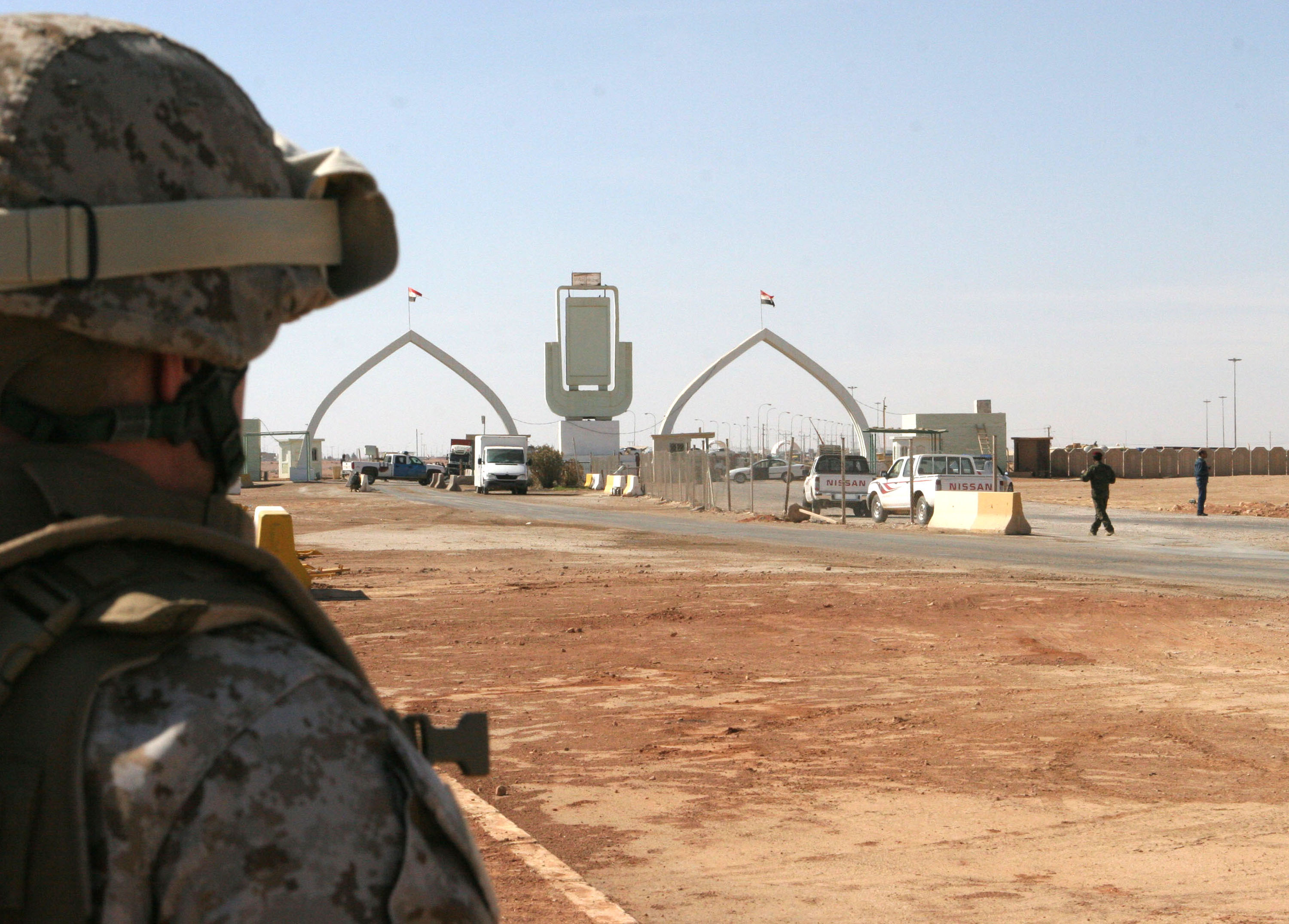
یک تفنگدار دریایی آمریکا در گذرگاه مرزی کرامه

- گذرگاه مرزی کرامه